# Яхвист

Положение в источниках

Яхвист (Ягвист), или Иеговист (часто сокращенно J), согласно «Документальной гипотезе», — один из источников Пятикнижия (Торы) наряду со Второзаконием, Элохистом и Священническим (Жреческим) кодексом. В гипотезе, которая была впервые выдвинута Юлиусом Велльгаузеном (по мнению И. А. Крывелёва, ещё до него — Жаном Астрюком), источник J — древнейшая часть Пятикнижия, датируемая X—IX веками до н. э.; в последнее время эта теория утратила популярность. Источник получил свое название благодаря характерному употреблению термина Яхве (YHWH).

## Характеристики
В источнике J Яхве является антропоморфной фигурой как физически (Быт. 3:8, 11:5; Исх. 17:7), так и морально (ср. например, когда Авраам торгуется с Яхве за судьбу Содома и Гоморры, или когда во время Исхода Яхве, возмущённый недоверием израильтян, угрожает уничтожить их всех, кроме потомков Моисея, но впоследствии «смилостивился»).
J имеет особое положительное отношение к Иудейскому царству, в том числе его взаимоотношениям с соперником и соседом, Едомом; он сосредотачивает своё внимание на иудейских городах (Иерусалиме) и поддерживает легитимность монархии Давида. J критикует другие колена Израиля, считая, например, что Северное Царство со столицей в Сихеме пало из-за расправы над коренными жителями (Быт. 34).